# Macon 300 1968
Macon 300 1968 var ett stockcarlopp ingående i Nascar Grand National Series (nuvarande Nascar Cup Series) som kördes 2 juni 1968 på den 0,5 mile (804,672 meter) långa ovalbanan Middle Georgia Raceway i Macon i Georgia. Totalt avverkades 150 miles (241,401 km) fördelat på 300 varv. Banunderlaget var asfalt. Loppet vanns av David Pearson i en Ford på tiden 1:53.26 körande för Holman Moody. Pearsons snitthastighet var 79,342 mph. Prispotten uppgick till 6 885 dollar, varav 1 400 dollar gick till segraren.

## Resultat
| Plc     | Nr | Förare           | Team/ bilägare           | Konstruktör | Start | Varv | Ledda varv |
| ------- | -- | ---------------- | ------------------------ | ----------- | ----- | ---- | ---------- |
| 1       | 17 | David Pearson    | Holman Moody             | Ford        | 1     | 300  | 235        |
| 2       | 71 | Bobby Isaac      | K&K Insurance Racing     | Dodge       | 2     | 300  | 11         |
| 3       | 43 | Richard Petty    | Petty Enterprises        | Plymouth    | 4     | 300  | 54         |
| 4       | 48 | James Hylton     | Hylton Racing            | Dodge       | 10    | 297  | 0          |
| 5       | 16 | Tiny Lund        | Bud Moore Engineering    | Mercury     | 3     | 292  | 0          |
| 6       | 14 | Curtis Turner    | Tom Friedkin             | Plymouth    | 6     | 291  | 0          |
| 7       | 28 | Earl Brooks      | Brooks racing            | Ford        | 16    | 282  | 0          |
| 8       | 20 | Clyde Lynn       | Negre Racing             | Ford        | 19    | 280  | 0          |
| 9       | 70 | J.D. McDuffie    | McDuffie Racing          | Buick       | 20    | 276  | 0          |
| 10      | 06 | Neil Castles     | Neil Castles             | Plymouth    | 9     | 275  | 0          |
| 11      | 34 | Wendell Scott    | Scott Racing             | Ford        | 13    | 269  | 0          |
| 12      | 96 | Bob Moore        | Roy Buckner              | Ford        | 21    | 266  | 0          |
| 13      | 01 | Paul Dean Holt   | Dennis Holt              | Ford        | 26    | 256  | 0          |
| 14      | 25 | Jabe Thomas      | Robertson Racing         | Ford        | 14    | 243  | 0          |
| 15      | 51 | Stan Meserve     | Margo Hamm               | Dodge       | 18    | 237  | 0          |
| 16      | 09 | Roy Tyner        | Roy Tyner                | Chevrolet   | 29    | 176  | 0          |
| 17      | 19 | Henley Gray      | Gray Racing              | Ford        | 30    | 155  | 0          |
| 18      | 95 | Frog Fagan       | Gray Racing              | Ford        | 28    | 151  | 0          |
| 19      | 75 | Gene Black       | Gene Black               | Ford        | 24    | 143  | 0          |
| 20      | 45 | Bill Seifert     | Seifert Racing           | Ford        | 15    | 134  | 0          |
| 21      | 4  | John Sears       | DeWitt Racing            | Ford        | 5     | 135  | 0          |
| 22      | 64 | Elmo Langley     | Langley-Woodfield Racing | Ford        | 11    | 133  | 0          |
| 23      | 39 | Friday Hassler   | Red Sharp                | Chevrolet   | 9     | 132  | 0          |
| 24      | 88 | Serge Adams      | Buck Baker Racing        | Oldsmobile  | 17    | 109  | 0          |
| 25      | 02 | Bob Cooper       | Bob Cooper               | Chevrolet   | 12    | 79   | 0          |
| 26      | 3  | Buddy Baker      | Fox Racing               | Dodge       | 7     | 79   | 0          |
| 27      | 31 | Leonard Brock    | Newman Long              | Ford        | 27    | 15   | 0          |
| 28      | 8  | Ed Negre         | Negre Racing             | Ford        | 22    | 14   | 0          |
| 29      | 87 | Bobby Mausgrover | Buck Baker Racing        | Chevrolet   | 25    | 13   | 0          |
| 30      | 69 | David Mote       | Ken Cline                | Chevrolet   | 23    | 8    | 0          |
| Källor: |    |                  |                          |             |       |      |            |